# ویموث (نیوجرسی)
ویموث (به انگلیسی: Weymouth Township) شهری در ایالت نیوجرسی کشور ایالات متحده آمریکا است که جمعیت آن در سرشماری سال ۲۰۱۰ میلادی، ۲٬۷۱۵ نفر بوده‌است.